# Uuden Musiikin Kilpailu (2018)
A  2018-as Uuden Musiikin Kilpailu egy finn zenei verseny, melynek keretén belül a nézők és a szakmai zsűri kiválasztja, hogy Saara Aalto melyik dallal képviselje Finnországot a 2018-as Eurovíziós Dalfesztiválon. A 2018-as UMK volt a hetedik évadja a finn nemzeti döntőnek ezen a néven. Ez volt az első alkalom, hogy az előadót nem a dallal együtt, a műsor keretében választják ki. 2017. november 7-én a finn YLE bejelentette, hogy Saara Aalto fogja képviselni Finnországot Lisszabonban. A közönség a 2018. március 3-án megrendezésre kerülő nemzeti döntőben választhat az elhangzó három dal közül, hogy melyiket énekelje majd május 8-a és 12-e között Aalto az Eurovíziós Dalfesztiválon.